# Simputer

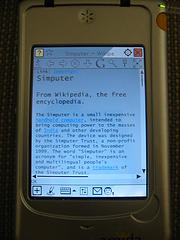
Simputer naviga su Wikipedia

Il Simputer (un portmanteau delle parole inglesi simple e computer) è un computer palmare a basso costo sviluppato da un gruppo di informatici ed economisti indiani, sotto la guida dell'Istituto indiano per l'informatica e l'automazione e dell'importante industria di software Encore ltd (con sede a Bangalore), creatori della Simputer Trust, un'associazione che ha lo scopo di realizzare un sistema informatico a basso costo, non basato su linguaggio scritto, ma visivo, che permetta, attraverso il collegamento a internet, di creare i mezzi e la cultura necessaria alla nascita di attività on-line per i mercati in difficoltà.

## Caratteristiche
Questo sistema dispone solo di uno schermo sul quale agire, molto intuitivamente, battendo una penna sulle icone proiettate sullo schermo. Volutamente non sono state inserite altre periferiche, come la tastiera, per esempio.
Il browser contenuto, progettato in IML (un'evoluzione dell'XML e, quindi dell'HTML), è di semplice uso.
Grazie all'utilizzo di un sistema operativo open source (Linux) e di un processore potente ma economico (32 bit Strong Arm), il primo Simputer non supera il prezzo di 9000 rupie (180 euro). Per l'acquisto gli indiani presto potranno far uso del sistema di microcredito di Muhammad Yunus, già celebre per aver dato, dieci anni fa, un altro forte impulso all'economia indiana. Anche se il prezzo rimane ancora eccessivo per molti indiani, il Simputer, grazie al suo sistema a SIMcard, può essere usato da diverse persone, basta che ognuna possieda il proprio supporto magnetico, ciò significa che può essere acquistato collettivamente da un villaggio o da una scuola.
Grazie al sistema text-to-speech, è il Simputer stesso a leggere, attraverso un sistema di sintesi vocale, i testi delle pagine web (le lingue finora supportate sono l'Hindi, il Kannada, il Telugu, il Tamil e l'Inglese).
I menu non sfruttano praticamente il linguaggio scritto, il computer si "esprime" attraverso il sonoro e le immagini. Coloro che sanno scrivere potranno farlo direttamente sullo schermo, grazie al sistema tap-a-tap, che supporta sempre i dialetti indiani.
Il Simputer può essere più potente di un palmare, possiede infatti:
- 32 o 64 MB di memoria DRAM.
- 24 Mb per l'Hard disk.
- Schermo monocromatico (o, ad un prezzo maggiore, anche a colori) 320x240 pixel.
- Slot per SmartCard.
- Sistema audio con lettore MP3.
- Modem interno.
- Opzionale è la possibilità di essere anche un telefonino.

## Scena internazionale
Il brevetto del Simputer è venduto dalla Trust al prezzo di 25.000 dollari per le compagnie dei paesi poveri, 250.000 dollari per quelle dei paesi ricchi.
Finora le due imprese che hanno cominciato la produzione sono la Encode Software LTD e la PicoPeta LTD. 
La Trust ha dichiarato che la distribuzione sarebbe avvenuta per il marzo 2002. La Encore ha però iniziato due mesi più tardi.
Sempre la Encore prevede di vendere migliaia di copie in poco tempo. Anche la PicoPeta ha recentemente avviato la distribuzione.
Oggi la Trust sta progettando altri tre tipi di Simputer a diversi costi, a seconda delle esigenze dei diversi strati della popolazione indiana.

## Critiche
In molti affermano che è inutile dare dei computer in un paese che non dispone ancora né di infrastrutture mediche né di acqua potabile, mentre altri affermano che sarebbe stato più utile prima diffondere la telefonia mobile, magari con sistema UMTS, in India infatti sono carenti le infrastrutture di comunicazione. La macchina spesso risulta lenta, inoltre le batterie (anche se sono delle semplici AA) hanno un'autonomia di solo otto ore. La Trust spera che lo stato indiano acquisti la maggior parte dei Simputer, facilitando il rapporto della popolazione con questi sistemi. Il Simputer può essere uno strumento educativo importante per le sfornite scuole indiane. Gli indiani potrebbero presto vendere la propria produzione on-line senza l'azione intermediaria delle multinazionali occidentali (commercio equo).